# John Pilger
John Richard Pilger (9. října 1939 Sydney – 30. prosince 2023 Londýn) byl australský novinář, spisovatel a dokumentarista, žijící a pracující v Londýně.
Narodil se v australském Sydney, dokončil Sydney Boys High School na které se již začínal zajímat o novinářskou práci – založil tamní studentský magazín. V roce 1958 dostal práci v Daily Telegraph a na začátku 60. let přijat práci v britském The Daily Mirror a od té doby žije v Londýně.
Stal se zahraničním respondentem, válečným zpravodajem (vytvářel zprávy z války ve Vietnamu), částečně jej též zajímala sociální témata, zahraniční politika. Zprávy přinášel z mnoha zemí světa, zejména Asie a Afriky (Vietnam, Kambodža, Egypt, Indie, Bangladéš, Biafra, Východní Timor, Irák, Barma, Nikaragua, Palestina) později se věnoval např. problémům zemí Jižní Ameriky nebo otázkám dětské práce v Indonésii. V průběhu let svou práci vydal i v knižní podobě či jako dokumentární filmy určené pro televizi (přibližně od začátku 80. let) a později též na DVD.
Měl syna Sama (*1973) a dceru Zoe (*1984).

## Politické názory
Jeho postavení v politickém spektru by se dalo charakterizovat jako levicové (v roce 1987 se pokusil o kariéru šéfredaktora levicového listu News on Sunday, která měla ovšem velmi krátkého trvání).
Jednalo se o kritika globalizace, geopolitické a ekonomické hegemonie Prvního světa vůči rozvojovým zemím a exploatace jejich přírodního bohatství. Byl zastáncem principů, jako jsou právo národů na sebeurčení, přímá demokracie a další.
Nesouhlasil s expanzivní zahraniční politikou Spojených států amerických a několik svých filmů věnoval odkrývání její odvrácené tváře (někdy až s prvky antiamerikanismu.[zdroj?] Pilger stejně tak nesouhlasil s jednotlivými válečnými kampaněmi USA (Válka proti terorismu, Válka v Iráku, Válka v Afghánistánu, …). Antipatie choval nejen k administrativě George W. Bushe ale i Tonyho Blaira. Naopak, sympatie choval např. k Hugo Chávezovi nebo Evo Moralesovi.
V prosinci 2011 zareagoval na projev prezidenta Obamy k příležitosti stažení amerických vojsk z Iráku (jenž v něm řekl, že americká armáda je nejlepší bojová síla v dějinách světa) konstatováním, že Amerika od roku 1945 svrhla 50 vlád, včetně demokratických, rozdrtila okolo 30 hnutí za svobodu a bombardováním zabila nesčetně mnoho mužů, žen a dětí.

## Citáty
Citáty Johna Pilgera:
- „Cenzura v televizi v USA je taková, že filmy jako ty moje nemají šanci.“[4]
- „Není žádná válka proti terorismu; to je jen ona Velká hra na vyšší obrátky. Rozdílem je nespoutaná povaha této supervelmoci, která nás všechny zaručeně vrhá do nebezpečí.“
- „Nikde jinde na světě nedostává více teroristů trénink a zázemí než ve Spojených státech amerických. [Tito teroristé] zahrnují masové vrahy, mučitele, bývalé a budoucí tyrany a různé mezinárodní zločince. A toto americké veřejnosti prakticky není známo, díky těm nejsvobodnějším médiím na zemi.“
- (o 11. září 2001): „V tyto surrealistické dny je jen jedna pravda. Nic neospravedlnilo zabití nevinných lidí v Americe minulý týden a nic neospravedlňuje zabíjení nevinných lidí kdekoli jinde.“
- „Během mého života vedla Amerika soustavně válku proti většině [podstaty] lidství: většinou lidi uvrhala do chudoby, na zasažených místech.“

## Dílo

### Knihy
- The Last Day (1975)
- Aftermath: The Struggles of Cambodia and Vietnam (1981)
- The Outsiders (1984)
- Heroes (1986)
- A Secret Country (1989)
- Distant Voices (1992 and 1994)
- Hidden Agendas (1998)
- Reporting the World: John Pilger's Great Eyewitness Photographers (2001)
- The New Rulers of the World (2002)
- Tell Me No Lies: Investigative Journalism and its Triumphs (ed.) Cape (2004)
- Freedom Next Time (2006)

### Dokumentární filmy
John Pilger natočil celkem asi 50 dokumentárních filmů. Toto je jejich výběr.
- Vietnam-The Quiet Mutiny (1971)
- An Unfashionable Tragedy (1975)
- Zap-The Weapon is Food (1976)
- Do You Remember Vietnam (1978)
- Year Zero: The Silent Death of Cambodia (1979)
- The Mexicans (1980)
- Heroes (1980)
- Burp! Pepsi V Coke in the Ice Cold War (1982)
- In Search Of Truth In Wartime (1982)
- Nicaragua. A Nations Right to Survive (1983)
- The Secret Country-The First Australians Fight Back (1985)
- Japan Behind the Mask (1987)
- Cambodia: The Betrayal (1990)
- War By Other Means (1992)
- Cambodia: Return to Year Zero (1993)
- Death of a Nation: The Timor Conspiracy (1994)
- Flying the Flag, Arming the World (1994)
- Vietnam: the Last Battle (1995)
- Inside Burma: Land of Fear (1996)
- Breaking the Mirror - The Murdoch Effect (1997)
- Welcome To Australia (1999)
- Paying the Price: Killing the Children of Iraq (2000)
- The New Rulers of the World (2001-2002)
- Palestine Is Still the Issue (2002)
- Breaking the Silence: Truth and Lies in the War on Terror (2003)
- Stealing a Nation (2004)
- The War on Democracy (2007)
- The War You Don't See (2010)

## Vyznamenání a ocenění

### Vyznamenání
- Řád Východního Timoru (Východní Timor, 5. května 2017)[5]

### Ocenění
Získal několik žurnalistických a lidsko-právních ocenění. Je jeden ze dvou lidí, kteří obdrželi cenu Britain's Journalist of the Year Award (britský novinář roku) více než jednou. Jeho filmové a televizní dokumenty jsou většinou vysoce hodnoceny a též získaly několik cen ve Spojeném království a Spojených státech.
Celkem od roku 1966 obdržel přes dvě desítky cen a sedm vyznamenání.